# Похищения японцев агентами КНДР
Похищения японцев агентами КНДР (яп. 北朝鮮による日本人拉致 Кита-Тё:сэн ни ёру нихондзин рати) — ряд инцидентов, произошедших с 1977 по 1983 годы, когда спецслужбы КНДР похитили, по разным оценкам, от 13 до 80 подданных Японии. Японское правительство признаёт факт похищения 17 человек. В среднем похищенным было 20-30 лет. Самой младшей — Мэгуми Ёкоте — было 13. Её судьба вызвала особенно широкий отклик в Японии и во всём мире. Большинство похищенных не имели отношения к политике.
В КНДР похищенные были привлечены к подготовке разведывательных операций на территории Японии (в частности, к преподаванию японского языка и культуры для разведчиков). Похищения — один из немногих случаев нарушений прав человека в КНДР, официально признанный властями Северной Кореи: в 2002 году, в ходе визита премьер министра Японии Коидзуми в Северную Корею Ким Чен Ир признал факт 13 из 17 похищений (сказав, однако, что они были осуществлены без санкции высшего руководства Северной Кореи), после чего пятеро похищенных японцев вернулись на родину. Впоследствии из Кореи в Японию переехали также пятеро членов их семей (включая детей, родившихся в КНДР). Судьба остальных похищенных остаётся неизвестной. Северная Корея утверждает, что они либо умерли в КНДР, либо просто отрицает свою причастность к исчезновению человека. В Японии многие подозревают, что по крайней мере некоторые из этих людей живы и не отпущены из-за государственных секретов, которыми они обладают. Проблема похищенных продолжает играть важную роль в японско-северокорейских отношениях.

## История
В конце октября 2021 года в городе Ёнаго (префектура Тоттори) прошла специальная конференция по вопросам инцидентов, связанных с похищением японских граждан разведкой КНДР, произошедших в период с 1977 по 1983 годы. По итогам встречи главный секретарь кабинета министров Хирокадзу Мацуно призвал ответственные органы приложить все возможные усилия для поиска и скорейшего возвращения японских граждан на родину.

## Список японцев, факт похищения которых признан правительством Японии
| Фамилия, имя               | Пол  | Дата рождения       | Обстоятельства исчезновения                                                                                              | Ситуация на текущий момент |
| -------------------------- | ---- | ------------------- | --- | --- |
| Ютака Кумэ 久米裕          | муж. | приблизительно 1925 | Исчез в сентябре 1977 года на полуострове Ното в префектуре Исикава                                                      | КНДР отрицает свою причастность к инциденту |
| Мэгуми Ёкота 横田めぐみ    | жен. | 15 октября 1964     | Исчезла 15 ноября 1977 года в городе Ниигата                                                                             | Согласно официальной версии КНДР, покончила с собой 13 марта 1994 года (сначала КНДР называла 13 марта 1993 года, но позже дата была скорректирована) |
| Яэко Тагути 田口八重子     | жен. | 10 августа 1955     | Исчезла в Токио в июне 1978 года                                                                                         | Согласно официальной версии Северной Кореи, умерла в КНДР 30 июля 1986 года                                                                           |
| Минору Танака 田中実       | муж. | приблизительно 1950 | Исчез в июне 1978 года. Его убедили поехать за границу и позже вывезли в КНДР                                            | КНДР отрицает свою причастность к инциденту |
| Ясуси Тимура 地村保志      | муж. | 4 июня 1955         | Исчез 7 июля 1978 года со своей невестой Фукиэ Хамамото около побережья рядом с городом Обама (префектура Фукуи)         | Жив и вернулся в Японию |
| Фукиэ Тимура 地村富貴惠    | жен. | 8 июня 1955         | Исчезла 7 июля 1978 года со своим женихом Ясуси Тимурой около побережья рядом с городом Обама (префектура Фукуи)         | Жива и вернулась в Японию |
| Каору Хасуикэ 蓮池薫       | муж. | 29 сентября 1957    | Исчез 31 июля 1978 года со своей девушкой Юкико Окудо около побережья рядом с городом Касивадзаки (префектура Ниигата)   | Жив и вернулся в Японию |
| Юкико Хасуикэ 蓮池祐木子   | жен. | 15 апреля 1956      | Исчезла 31 июля 1978 года со своим другом Каору Хасуикэ около побережья рядом с городом Касивадзаки (префектура Ниигата) | Жива и вернулась в Японию |
| Хитоми Сога 曽我ひとみ     | жен. | 17 мая 1959         | Исчезла вместе со своей матерью Миёси Согой в августе 1978 года с острова Садо (префектура Ниигата)                      | Вышла замуж за Чарльза Роберта Дженкинса, дезертировавшего из армии США в 1965 году и вернулась вместе с ним в Японию в 2004 году                     |
| Миёси Сога 曽我ミヨシ      | жен. | приблизительно 1932 | Исчезла вместе со своей дочерью Хитоми Согой в августе 1978 года с острова Садо (префектура Ниигата)                     | Судьба неизвестна |
| Румико Масумото 増元るみ子 | жен. | 1 ноября 1954       | Исчезла 12 августа 1978 года вместе со своим парнем Сюити Итикавой в городе Фукиагэ (префектура Кагосима)                | Согласно официальной версии Северной Кореи, умерла в КНДР 17 августа 1981 года                                                                        |
| Сюити Итикава 市川修一     | муж. | 20 октября 1954     | Исчез 12 августа 1978 года вместе со своей девушкой Румико Масумото в городе Фукиагэ (префектура Кагосима)               | Согласно официальной версии Северной Кореи, умер в КНДР 4 сентября 1979 года                                                                          |
| Тору Исиока 石岡亨         | муж. | 29 июня 1957        | Исчез в мае 1980 года в Мадриде в ходе путешествия в Европу                                                              | Согласно официальной версии Северной Кореи, умер в КНДР 4 ноября 1988 года                                                                            |
| Каору Мацуки 松木薫        | муж. | 23 июня 1953        | Исчез в мае 1980 года в Мадриде в ходе путешествия в Европу                                                              | Согласно официальной версии Северной Кореи, умер в КНДР 23 августа 1996 года                                                                          |
| Тадааки Хара 原敕晁        | муж. | 10 августа 1936     | Исчез в июне 1980 года в городе Миядзаки (префектура Миядзаки)                                                           | Согласно официальной версии Северной Кореи, умер в КНДР 19 июля 1986 года                                                                             |
| Кэйко Аримото 有本恵子     | жен. | 12 января 1960      | Исчезла в июне 1983 года из Лондона, где находилась на стажировке                                                        | Согласно официальной версии Северной Кореи, умерла в КНДР 4 ноября 1988 года                                                                          |